# Біла Церква (Тячівський район)
Бі́ла Церква (рум. Biserica Alba) — село в Солотвинській селищній громаді Тячівського району Закарпатської області України.

## Історія
Перша згадка про Білу Церкву як поселення Feyreghaz (так само: Tiszafejéregyháza) в історичних документах відноситься до 1363 року, хоча, за свідченнями істориків, тут знайдена стоянка раннього палеоліту (100 — 40 тис. років до н. е.). За 100 метрів на північ від Білої Церкви, на південному схилі мисоподібного уступу — місцезнаходження мустьєрського часу. Документи археологічної експедиції (група археологів з Ужгородського національного університету в співпраці зі спеціалістами з Бухареста) показують, що на території села розташовувалося дакійське поселення.
Село дістало назву на честь монастиря «Біла Церква», руїни якого збереглися до сьогодні на східній окраїні, і називаються Монастирище. Монастир східного обряду в Білій Церкві був споруджений ще 1000 року на високому пагорбі, що захищало тогочасних монахів від негараздів. Але війни, що переважно виникали в краї, поступово призвели до руйнації монастиря. Засновницею монастиря вважають княгиню, яка була жінкою Драгома. Нині на тому місці, де колись був зведений цей найстаріший у Закарпатті монастир, стоїть хрест, який можна побачити здалеку.

## Демографія
Основне населення це румуни.

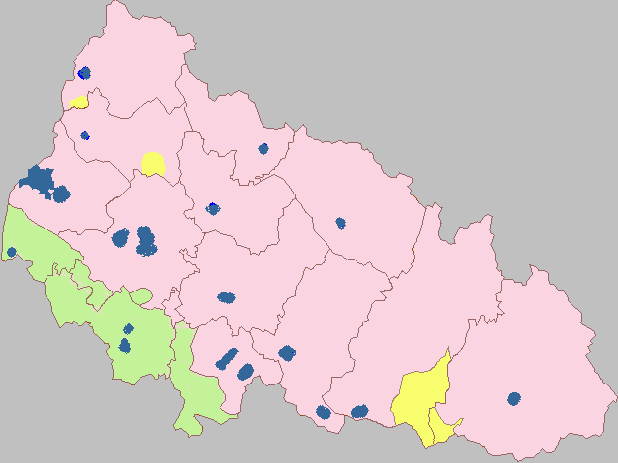
Етнічна карта області за переписом 2001 року.
Українці
Угорці
Румуни
змішано Українці і Росіяни

Згідно з переписом УРСР 1989 року чисельність наявного населення села становила 2873 особи, з яких 1397 чоловіків та 1476 жінок.
За переписом населення України 2001 року в селі мешкало 3029 осіб.

### Мова
Розподіл населення за рідною мовою за даними перепису 2001 року:
| Мова       | Відсоток |
| ---------- | -------- |
| румунська  | 96,99 %  |
| українська | 1,26 %   |
| російська  | 0,99 %   |
| молдовська | 0,17 %   |
| угорська   | 0,13 %   |
| вірменська | 0,03 %   |
| німецька   | 0,03 %   |
| польська   | 0,03 %   |
| інші       | 0,37 %   |

## Релігія
Храм Вознесіння Господнього. 1898.
1751 року згадують дерев’яну церкву Вознесіння з недавно поставленою вежею, з усіма образами, з двома дзвонами, посвячену вікарієм Л. Бачинським.
Тоді ж згадують муровану церкву віком 700 (?) років, наполовину знищену водами Тиси, яку дала збудувати якась княгиня Драгома. Удруге дерев’яну церкву згадано 1801 року.
Зараз у селі стоїть мурована базилічна церква. Церкву повернуто греко-католикам 1991 року. Останній ремонт проведено 1993 року.
Зберіглася легенда про давній монастир у Білій Церкві. Його збудували на високому березі ріки Тиси, щоб вода не знищила берег, і вода відступила. Із часом монастир розібрали. Історичні згадки про монастир сягають XIV ст., а заснував його Драгомир із сестрами, які “фундували і Грушівську обитель”. 1788 року монастир мав кам’яну церкву.

Свідки Єгови та православні. У наш час[коли?] в селі Біла Церква налічується 2 комплекси залів Царства та 1 церква.

## Особистості

### Народилися
- Григорій Мойш, український політичний діяч, священик, депутат Сойму Карпатської України.

## Туристичні місця
- стоянка раннього палеоліту (100 — 40 тис. років до н. е.).
- місцезнаходження мустьєрського часу.
- Документи археологічної експедиції (група археологів з Ужгородського національного університету в співпраці зі спеціалістами з Бухареста) показують, що на території села розташовувалося дакійське поселення.
- Село дістало назву на честь монастиря «Біла Церква», руїни якого збереглися до сьогодні на східній окраїні, і називаються Монастирище.

## Зображення

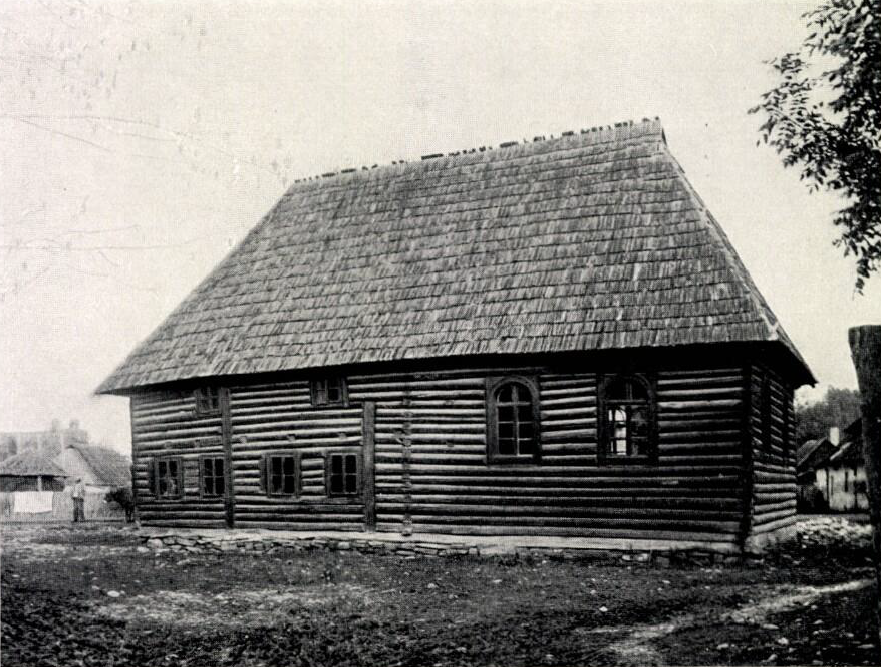
Дерев'яна синагога у Білій Церкві